# シマ重野
シマ重野（シマしげの、1973年7月12日 - ）は、日本のプロレスラー。本名：重野 幸浩（しげの ゆきひろ）。
リングネームの「シマ」はプロレス用品を手がけているSIMAスポーツの「SIMA」が由来。

## 経歴
1999年、プロレスラーになるため、メキシコへ渡り、ビエント・ネグロに師事する。同年、メキシコでデビュー。
2000年、腰の怪我により引退。同年、日本に帰国してスポーツクラブのインストラクターに転身。
2011年、キックボクシングジム「山田ジム」の会長である山田勉との出会いをきっかけにプロレス団体の設立に動いた。8月、代表に就任した山田と共に新潟プロレスを設立。6月26日、地下プロレスALAISE大会の対富豪富豪夢路戦で再デビュー。10月1日、新潟プロレスの道場で新潟プロレスの旗揚げ戦「道場開き記念興行」を開催。
2012年4月、村上市議会議員選挙に当選した山田が公職の全うを優先するため、代表を勇退したことにより、重野が代表に就任。
2022年1月23日、怪我及び目の治療により長期休業することを発表。
2023年6月20日、新潟プロレスを退団して無期限休業することを発表。11月23日、九州プロレス朝倉体育センター大会で復帰戦が行われた。
2025年2月16日、九州プロレス古賀大会にXとして参戦、九州プロレスへの入団が発表された。

## 得意技
レールガンドライバー
レールガンスープレックス
バズソーキック
仰向けになった相手の上半身を起こして相手の左側頭部を振り抜いた右足の甲で蹴り飛ばす。
トラースキック
各種キック

## 入場曲
- Asia The Heat Goes On（エイジア）

## タイトル歴
- 新潟無差別級王座
- 新潟タッグ王座
- GJPタッグ王座